# Districte de Topoľčany
El districte de Topoľčany - (eslovac) Okres Topoľčany - és un dels 79 districtes d'Eslovàquia. Es troba a la regió de Nitra. Té una superfície de 597,64 km², i el 2013 tenia 71.847 habitants. La capital és Nitra.

## Demografia
| Godina             | 1994   | 2004   | 2014   | 2024   |
| ------------------ | ------ | ------ | ------ | ------ |
| Nombre de persones | 74.298 | 74.058 | 71.586 | 69.278 |
| Diferència         |        | −0,32% | −3,33% | −3,22% |

| Godina             | 2023   | 2024   |
| ------------------ | ------ | ------ |
| Nombre de persones | 69.577 | 69.278 |
| Diferència         |        | −0,42% |

## Llista de municipis

### Ciutats
- Topoľčany

### Pobles
Ardanovce | Belince | Biskupová | Blesovce | Bojná | Čeľadince | Čermany | Dvorany nad Nitrou | Hajná Nová Ves | Horné Chlebany | Horné Obdokovce | Horné Štitáre | Hrušovany | Chrabrany | Jacovce | Kamanová | Koniarovce | Kovarce | Krnča | Krtovce | Krušovce | Kuzmice | Lipovník | Ludanice | Lužany | Malé Ripňany | Nemčice | Nemečky | Nitrianska Blatnica | Nitrianska Streda | Norovce | Oponice | Orešany | Podhradie | Prašice | Práznovce | Preseľany | Radošina | Rajčany | Solčany | Solčianky | Súlovce | Svrbice | Šalgovce | Tesáre | Tovarníky | Tvrdomestice | Urmince | Veľké Dvorany | Veľké Ripňany | Velušovce | Vozokany | Závada
1. 1 2  «Počet obyvateľov podľa pohlavia - obce (ročne) [om7102rr_obce=AREAS_SK]».   Statistical Office of the Slovak Republic, 31-03-2025. [Consulta: 31 març 2025].